# Astrologia cristiana
Astrologia cristiana, scritta nel 1647 dall'astrologo inglese William Lilly, è considerata una delle opere più importanti dell'astrologia occidentale. William Lilly tratta successivamente le regole dell'astrologia occidentale, dell'astrologia oraria e delle "natività", sull'analisi di un tema natale nell'astrologia. Scrisse il libro quando era malato e doveva restare a casa. Fuggendo dalla peste di Londra, trascorse un anno in campagna per studiare, riflettere e scrivere Astrologia cristiana. 

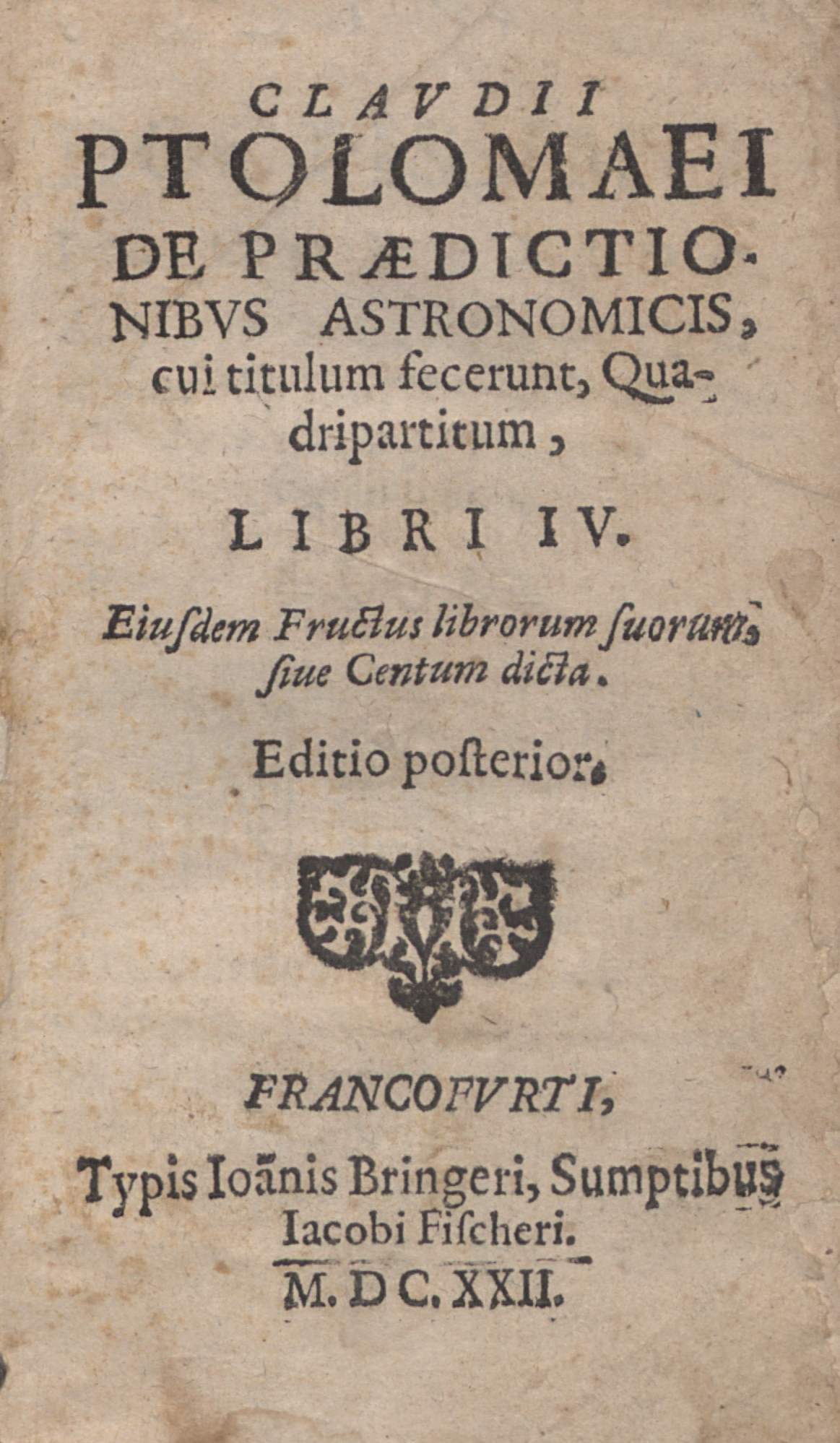
Quadripartitum, 1622

Lilly stesso spiega di essere stato influenzato tra gli altri dal Quadripartitum (Tetrabiblos) di Tolomeo, da De occulta philosophia di Agrippa, da De Astronomia Tractatus 10 di Guido Bonatti, dai 120 Aforismi di John Dee, dalla Medicina Catholica di Robert Fludd, da Epitomes Astronomiae di Giovanni Keplero e da De Meteoris di Paracelso, tutti citati nell'appendice di Astrologia Cristiana.
L'edizione moderna di Astrologia cristiana è composta da tre volumi:
1. Libro 1: Introduzione all'astrologia
2. Libro 2: La risoluzione di tutte le domande e richieste
3. Libro 3: Un metodo semplice e lineare su come giudicare le nascite

## Libro 1

### Introduzione all'astrologia
Lilly si riferiva a questo libro come a un corso per studenti di astrologia in cui espone i principi generali della materia. Argomenti trattati:
- l'uso delle effemeridi
- preparare l'oroscopo
- la natura dei 12 segni dello zodiaco
- la natura dei pianeti
- la natura delle 12 case

## Libro 2

### Sulla soluzione di molte domande e problemi
Questa parte del lavoro di Lilly è un'istruzione metodica che lo studente deve seguire per essere in grado di rispondere a tutti i tipi di domande - su malattie, ricchezza, scelte matrimoniali, viaggi, ecc. - utilizzando le tecniche dell'astrologia oraria. Lilly include 35 esempi di tali domande. Fornisce una spiegazione dettagliata della procedura da seguire ed elabora tutti gli elementi importanti nell'analisi. L'atto di scegliere il giusto "significato" è particolarmente importante, così come la scelta della casa giusta e del suo sovrano che sono coinvolti.

## Libro 3

### Un metodo semplice e chiaro per la carta natale
In questa terza parte "Come giudicare le nascite" William Lilly discute sull'interpretazione del tema natale.
Il trattato comprende i seguenti argomenti:
- determinare la corporatura, la forma, il colore e l'intelligenza del nascituro
- se la persona nascerà ricca, di quali malattie probabilmente soffrirà e se subirà una morte violenta, il suo matrimonio, il numero dei coniugi, la loro origine, i suoi figli e quale sarà la carriera più appropriata
- Nella sezione sulle direzioni primarie (previsioni sui pianeti di nascita secondo una formula) Lilly dà consigli sull'uso dei ritorni solari, dei transiti e sul significato degli aspetti dei pianeti.

Inoltre, fornisce anche indizi su come queste tecniche possono essere utilizzate per "correggere" un tema natale nel caso in cui l'ora di nascita non sia esattamente nota all'astrologo. Questo lo trova di grande importanza per fare previsioni accurate.

## Edizioni italiane
- Astrologia cristiana, intr. trad. e commento di Patrizia Nava, Agorà & co. , Lugano (libro primo ,  2018 ISBN 978-88-89526-07-1; libro secondo, 2019; libro terzo, 2023).